# 大たこ

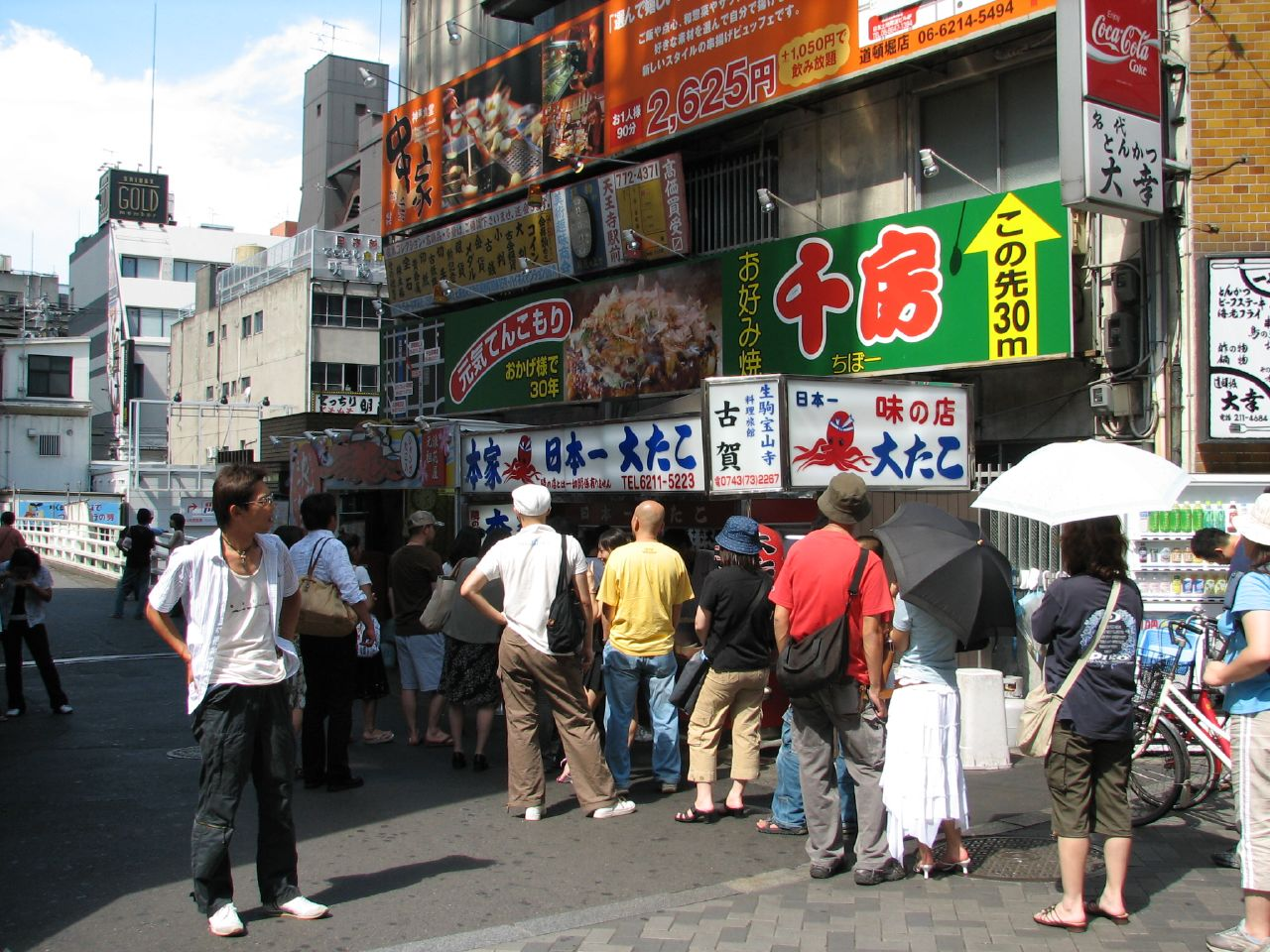
かつての大たこ屋台（2005年）

大たこ（おおたこ）とは、大阪府大阪市中央区にあるたこ焼き店舗である。2010年までは屋台で営業を行っていた。

## 歴史
1972年、大阪ミナミ道頓堀の太左衛門橋南詰めの路上脇で開業。観光ガイドにたびたび取り上げられ、休日には観光客が行列をなす有名店であるが、開業当初から大阪市有地（約4.4平方メートル）を不法に占有している状態であった。しかし、大阪市は大たこに対して指導を行ってこず、食品衛生法による営業許可を与えていた上に、観光情報を扱う大阪市のウェブサイトで大たこを紹介してさえいた。
2006年12月、20年以上占有して取得時効が成立しているとして、大たこは大阪市を相手に所有権の移転登記を求めて大阪地方裁判所に提訴し、翌年5月に大阪市から不法占拠であるとして反訴された。2009年3月の大阪地裁第1審では大たこ側に過去12年分の土地使用料の支払いのみを命じたが、2010年1月30日の2審では土地の明け渡しも命ずる判決が下った。1月29日に大阪高等裁判所で地裁判決が確定し、大たこは2月12日に最高裁判所へ上告したが、7月20日に最高裁は上告を退け、過去の土地使用料支払いと土地の明け渡し命令が確定した。これを受けて大たこは屋台をすぐ前の市道へずらして営業を続けていたが、行政代執行による強制撤去の執行停止を求めた申し立てが大阪地裁に却下されたため、12月16日に自主撤去した。その後、澤田隆治らの取り計らいで向かいのビルに入居し、12月25日に営業を再開した。屋台跡地には、再占拠を防ぐために大阪市がパンジーを植えたプランターを設置している。